# Cardington (Shropshire)
Pour les articles homonymes, voir Cardington.
Cardington est une paroisse civile et un village du Shropshire, en Angleterre.